# Alessandro Allori
Alessandro Allori (Firenze, 31 maggio 1535 – Firenze, 22 settembre 1607) è stato un pittore italiano.
Talvolta soprannominato Il Bronzino, dal nome del suo maestro, per questo è spesso confuso con Agnolo Bronzino.

## Biografia
Nato dallo spadaio Cristofano di Lorenzo e da Dianora Sofferoni, dovette entrare ancora bambino nella bottega dell'amico di famiglia Agnolo Bronzino se già a quattordici anni era autonomo aiuto del suo maestro il quale, secondo la testimonianza del Vasari, lo trattò sempre come figlio, piuttosto che come allievo. Nei documenti di pagamento della Storia di Giuseppe a Palazzo Vecchio, eseguita su progetto del Bronzino, "Sandrino Tofano" è menzionato per la prima volta come pittore.
Già nel 1552 dipinge una Crocefissione, attualmente dispersa, per Alessandro de' Medici. Lavorando già per i Medici, può conoscere le loro collezioni e, con la protezione del suo maestro, può avvicinare artisti, letterati ed ecclesiastici.
Nel 1554 parte per Roma col fratello Bastiano, frequentando il numeroso circolo degli artisti toscani; forse conosce lo stesso Michelangelo di cui certamente studia le opere, così come quelle di Melozzo e di Raffaello. Dipinge un Autoritratto e il Ritratto di Ortensia de' Bardi, agli Uffizi, e il Ritratto di giovane con una lettera di Berlino.
Alla morte del padre, nel 1555, Angelo Bronzino diviene di fatto il capofamiglia degli Allori e Alessandro aggiungerà al proprio il cognome Bronzino. Ritorna a Firenze nel 1560 a decorare la cappella Montauto nella Santissima Annunziata, secondo le impressioni e i disegni tratti dalla cappella Sistina.
Nel 1560 comincia a redigere un trattato di anatomia, il Dialogo sull'arte del disegno, dedicato al Bronzino; dipinge il Cristo e i santi Cosma e Damiano di Bruxelles e la Deposizione per Santa Croce. L'anno successivo termina il Noli me tangere del Louvre e si reca brevemente a Roma per il Ritratto di Paolo Caprina, ora all'Ashmolean Museum. Il Bronzino fa testamento il 18 gennaio 1561 lasciando denaro "alla vedova di Cristoforo Allori, Dianora. Al figlio di lei e suo allievo, il pittore Alessandro Allori, lascia tutti i propri dipinti, disegni colori e quanto riguarda l'arte della pittura. Nomina eredi universali Alessandro e il fratello Sebastiano e costituisce la dote alla sorella di loro, Lucrezia" (Furno, 1902).
Il 18 ottobre 1563 è nominato Console dell'Accademia del Disegno di Firenze, carica mantenuta fino all'aprile del 1564, e partecipa all'allestimento delle onoranze funebri per Michelangelo.

### Lo Studiolo di Francesco I a Palazzo Vecchio

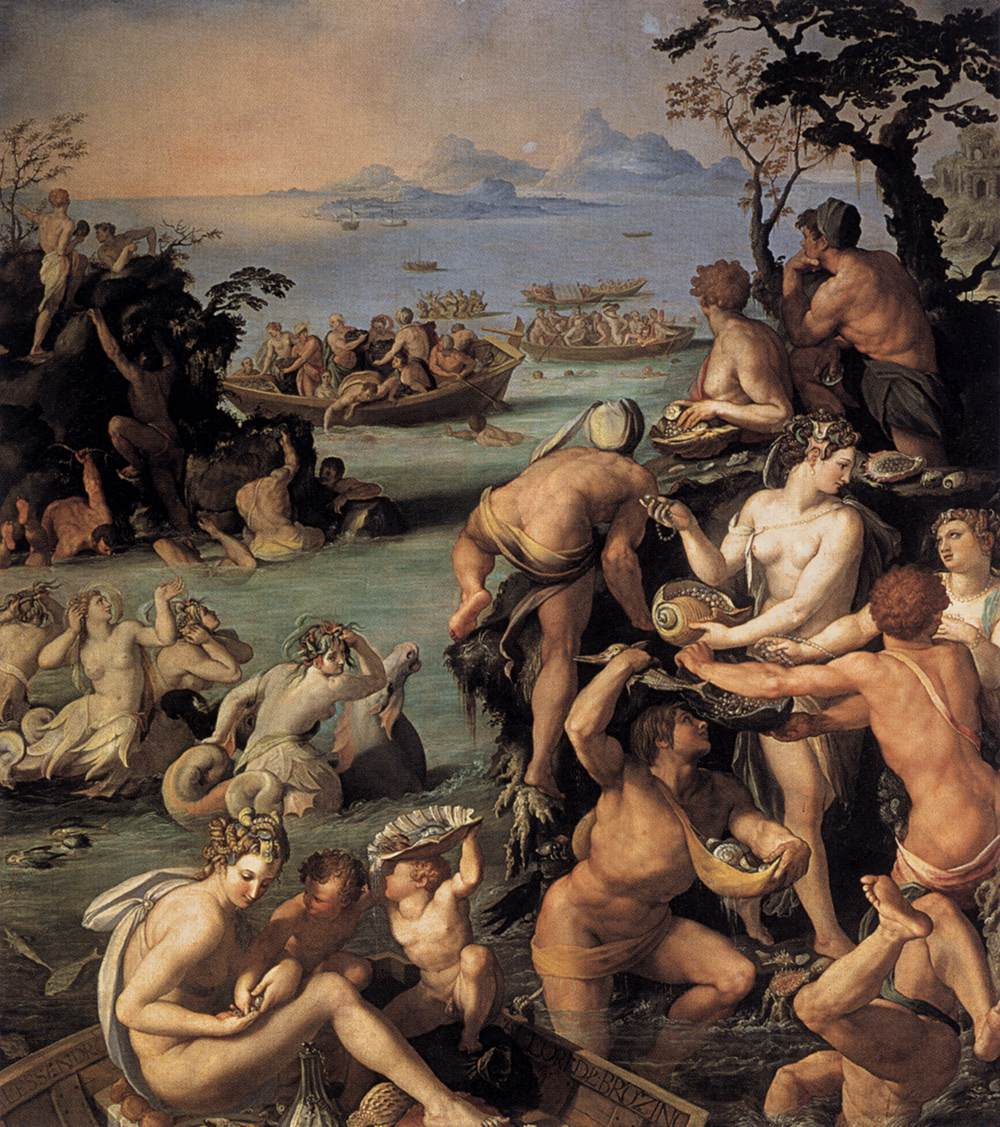
La pesca delle perle, Palazzo Vecchio, Firenze

Nell'agosto del 1570 Vincenzo Borghini, intellettuale della corte medicea, detta al Vasari il programma di decorazione di una stanza di Palazzo Vecchio, adiacente al Salone dei Cinquecento e alla camera da letto di Francesco I de' Medici, principe reggente del granducato di Cosimo de' Medici: "lo stanzino ha da servire per una guardaroba di cose rare et pretiose, et per valuta et per arte, come sarebbe a dire gioie, medaglie, pietre intagliate, cristalli lavorati et vasi, ingegni et simil cose, non di troppa grandezza, riposte nei propri armadi, ciascuna nel suo genere".
I lavori, subito iniziati dal Vasari e dalla sua cerchia, terminano nel 1572. Lo Studiolo sarà smontato nel 1587 e i tesori contenuti andranno dispersi; i pannelli dipinti - le ante degli armadi che racchiudevano "le meraviglie della natura e dell'opera umana" saranno rimessi nei primi anni del Novecento secondo l'ordine (probabilmente non interpretato correttamente) ricavato dalle istruzioni del Borghini.
Vi lavorarono, oltre al Vasari e all'Allori, autore della Pesca delle perle, Santi di Tito, Mirabello Cavalori, Jacopo Zucchi, Girolamo Macchietti, Giovanni Stradano, Giovanni Battista Naldini, Maso di San Friano, Francesco Morandini, il Bachiacca e altri ancora.
Il 23 novembre 1572 Bronzino muore in casa Allori e Alessandro ne recita l'orazione funebre all'Accademia del Disegno:"Non muor chi vive come il Bronzin visse...".

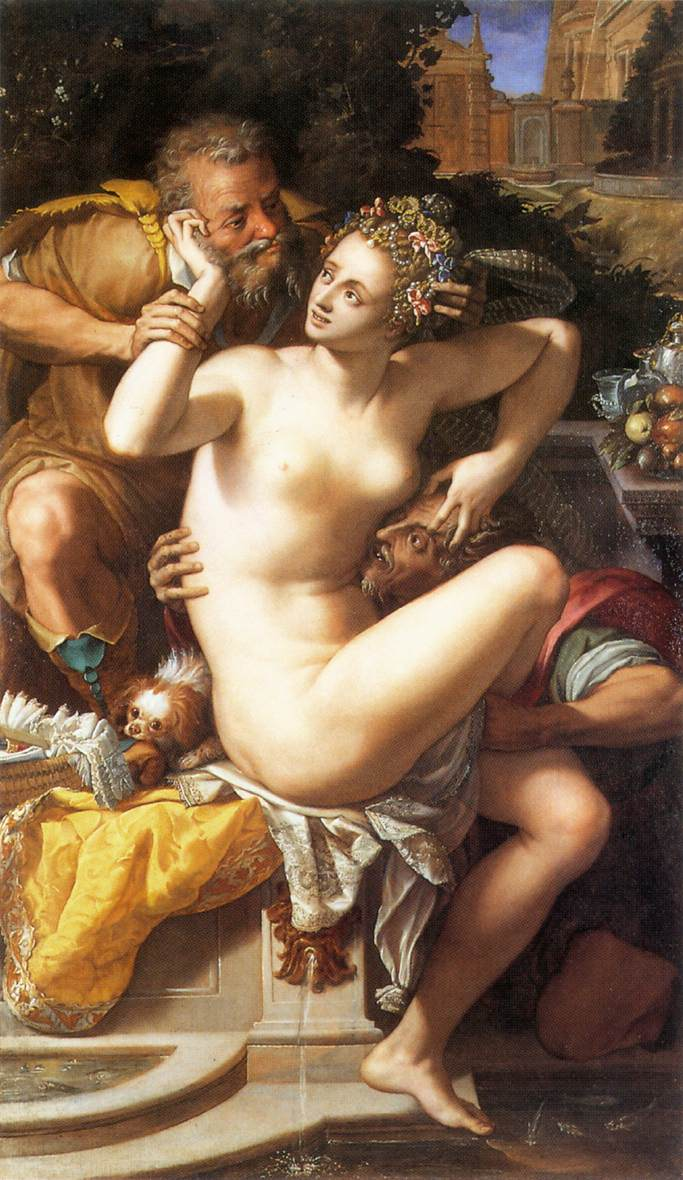
Susanna e i vecchioni, 1561, Digione, Museo Magnin.

 Le notizie biografiche su Alessandro si fanno più intense negli anni settanta quando, con la morte del Bronzino e del Vasari nel 1574, diventa il più richiesto pittore fiorentino. È l'artista ufficiale del granduca Francesco I de' Medici, soddisfacendone le raffinate esigenze e assumendo diverse incombenze, come prima di lui Vasari, tanto da essere nominato anche architetto dell'Opera del Duomo nel 1592.
Utilizza diverse suggestioni, per opere di differente contenuto: fiamminghe nel Ratto di Proserpina del 1570, michelangiolesche nella Pietà del 1571 nella SS Annunziata di Firenze, del Bronzino nella Sacra Famiglia del 1576 nella collezione inglese Hesketh, romane nelle decorazioni di Palazzo Portinari Salviati, , di Andrea del Sarto nel Cristo e l'adultera di Santo Spirito e nel Cenacolo del Carmine; negli affreschi, del 1577, della cappella Gaddi in Santa Maria Novella, con le Storie di san Gerolamo rivaleggia con le decorazioni della cupola di Federico Zuccari, richiamandosi al Muziano e a Correggio.
Dagli ultimi anni settanta l'attività artistica fiorentina continua un'intensa attività di rappresentazioni devote: l'Allori si adegua, utilizzando la tradizione formale fiorentina di Andrea del Sarto, del Bronzino e di Michelangelo, ma arricchita in senso aristocratico con la rappresentazione di arredi preziosi, di stoffe pregiate e di ricami elaborati, come nell' Ultima Cena realizzata nel 1582 per il convento di Astino e oggi conservata nel Palazzo della Ragione nella sala delle capriate di Bergamo, nella Madonna col Bambino, santi e angeli di Cardiff, del 1583, nella Sacra famiglia con sant'Anna e san Francesco, al Prado, del 1584, nelle Nozze di Cana in Sant'Agata, del 1600, nel Cristo nella casa di Marta e Maria a Vienna, del 1605 e nelle varie redazioni del Cristo morto di Olmutz, Chantilly, Budapest e Venezia.
Al tempo stesso si dedica a grandi cicli decorativi commessionatigli dal Granduca Francesco I, in particolare quelli nella Galleria degli Uffizi. Si devono all'Allori e aiuti le "grottesche" dipinte nel 1581 sulle campate dalla 15 alla 46: Il dominio di Eros; Prudenza; Magnanimità; Le Stagioni; La genealogia degli Dèi; Firenze con il leone; La civetta e gli innamorati; Imprese Medici e Cappello con divinità del cielo; Fama con Ercole e Apollo; Dea Virginense; Felicità con Piacere onesto e disonesto; Amicizia; Fatica con Atlante che regge il cielo e la terra; Putti; Pecunia; Ascesa del Monte della Virtù; La dea Antevorta con Filemone e Bauci; Enea e Anchise; Stemma Medici-Asburgo; Astinenza; Temperanza; La Gola con Ganimede e Bacco; Pigmalione, Tizio, Bacco e Arianna; Il Timore, Il Dominio di sé, con Fortezza e Vigilanza, Il Furore, con Bacco e Mercurio, Dedalo e Icaro, con Minerva e la Follia, La Musica, Prudenza, con Venere e Marte, La Malinconia e la sua cura; L'Arno e il Monte Falterona; Pergolato con stemmi Medici-Cappello; Armonia e Virtù, Fato e Fortuna.

### Le ultime opere

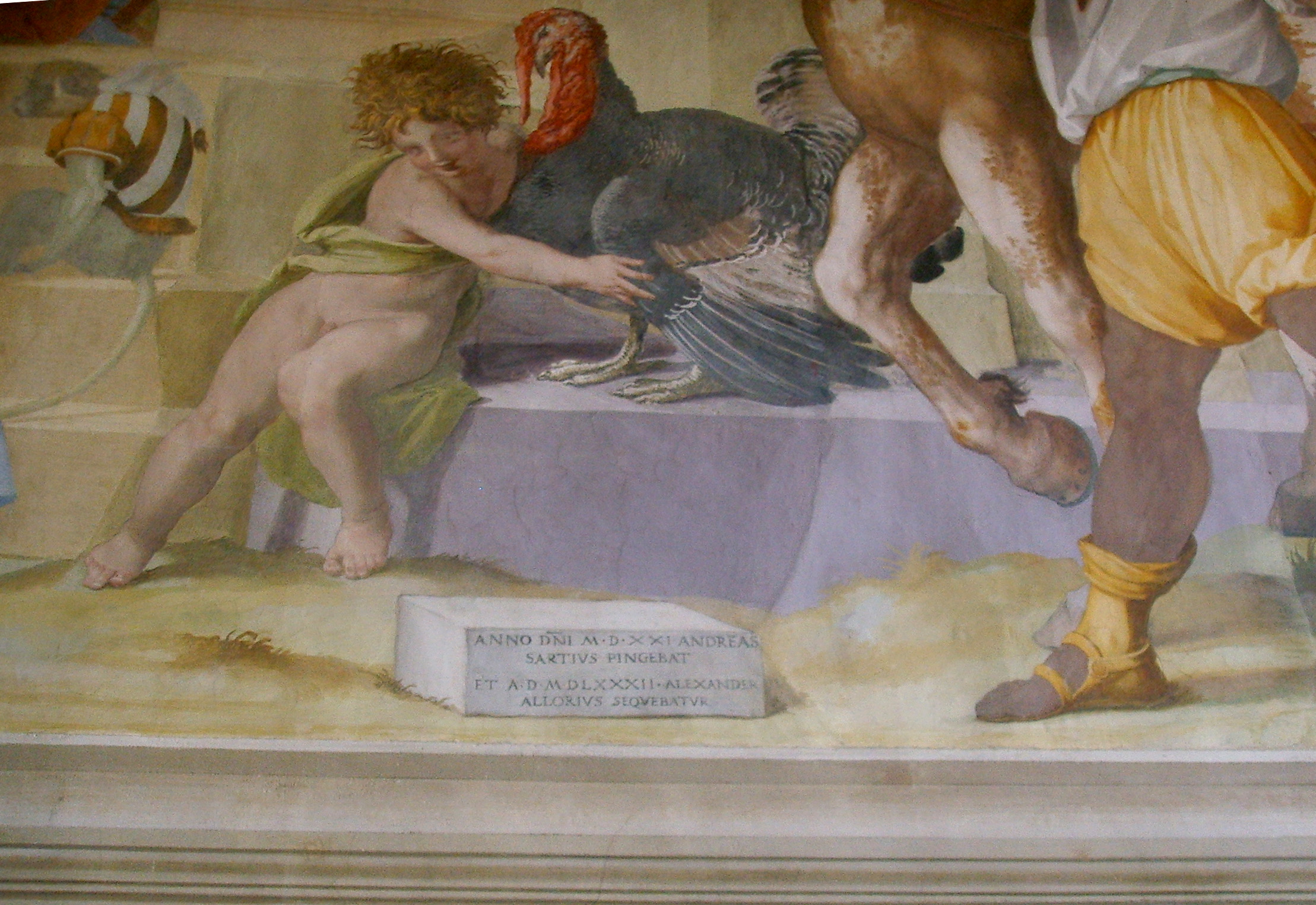
La firma di Allori, Villa di Poggio a Caiano

Dagli anni novanta, Alessandro si avvale anche della collaborazione del figlio Cristofano e accetta le novità provenienti dalla pittura di Paul Brill, con l'introduzione di ampi paesaggi, come nella Chiamata di San Pietro, del 1596 e nel Sacrificio d'Isacco, del 1601, entrambi agli Uffizi, o nella Sacra Famiglia di Lisbona, del 1602.
Nella Santa Maria Maddalena penitente, al Museo Stibbert, rende più severa l'iconografia tradizionale eliminando gli eccessi della nudità, del teschio, della frusta e del cilicio. La peccatrice è rappresentata come una dama elegante e composta che ha molta cura della propria persona: i capelli, normalmente rappresentati sciolti, sono raccolti e intrecciati; la luce scivola su camicia e scialle ricamati.
Tra le ultime opere è la Predica di san Giovanni Battista di Palazzo Pitti, del 1604 circa, ambientata in un paesaggio ancora fiammingo: il bosco, protagonista della rappresentazione, si allunga e si apre alle luci del tramonto e, fra le molte figure che assistono alla predica, si percepisce un'atmosfera di calma e di attesa silenziosa.
Alessandro soffre molto di gotta e il figlio si occupa della bottega. Dipinge ancora il San Francesco di Arezzo, una Madonna col Bambino ora a Gand e un'altra conservata a Madrid. Muore il 21 settembre 1607.

## Omaggi
Gli è stata intitolata una via nella città natale.

## Opere
- Anversa, Koninklijk Museum voor Schone Kunsten: Madonna incoronata
- Arezzo, 
  - Brigata Aretina degli Amici dei Monumenti, Giovane donna
  - Museo d'arte medievale e moderna, Deposizione, firmata e datata 1580
  - Casa Vasari, San Francesco orante, 1606
  - Chiesa della Misericordia, Noli me tangere, firmata e datata 1584
- Auxerre, Musée des Beaux-Arts, Venere e Amore
- Baltimora, Walters Art Museum, Eleonora di Pietro di Cosimo de' Medici
- Bergamo
  - Collezione privata, Maddalena penitente
  - Palazzo della Ragione, Ultima Cena, firmata e datata 1582
- Berlino
  - Gemäldegalerie, Eleonora di Toledo e Giovane con lettera
- Boston
  - Isabella Stewart Gardner Museum, Ritratto di giovinetta
  - Museum of Fine Arts, Giovane che scrive
- Bruxelles, Museo reale delle belle arti del Belgio, Cristo coi santi Cosma e Damiano, circa 1559
- Budapest, Museo di Belle Arti, Cristo morto e due angeli, su rame, firmata, 1593
- Cambridge, collezione privata Gorley Putt, Tentazioni di san Benedetto, 1587
- Cardiff, National Gallery of Wales, Madonna col Bambino angeli e santi, 1583
- Carini, Duomo, Adorazione dei pastori, 1578
- Castelfranco di Sotto, collegiata di Santi Pietro e Paolo, Liberazione di san Pietro dal carcere, firmata e datata, 1584
- Chantilly, Museo Condé: Visione di san Francesco; e Madonna col Bambino e sant'Elisabetta, firmata e datata, 1603
- Collezione privata, Aurora e Titone, su rame
- Cortona, chiesa di Santa Maria Nuova, Nascita di Maria, firmata e datata, 1595
- Cracovia, Museo Czartoryski, Ritratto di Francesco I de' Medici, 1565.
- Diest, chiesa di Saint-Sulpice, Sacra famiglia con san Giovannino, su rame
- Digione, Museo Magnin,  Susanna e i vecchioni , firmata e datata, 1561
- Ealst Lulworth (Dorset), Lulworth Castle, Donna nelle vesti di Maria Maddalena
- Firenze,
  - Collezione Enrico Frascione, Giovane donna
  - Collezione Frescobaldi, Dama Frescobaldi; Franciullo, Principessa medicea
  - Collezione Howells, Giovane donna
  - Collezione Gianfranco Luzzetti, San Giovanni Battista nel deserto
  - Collezioni private, Ascensione, su rame; Medaglione con ritratto di Francesco I de' Medici, su piombo (attr.)
  - Collezione Richter, Battesimo di Cristo
  - già collezione Massimo Vezzosi, Madonna coi simboli della Passione, 1581
  - Convento del Carmine, Ultima Cena, 1581
  - Educandato di Foligno, Cristo crocifisso coi dolenti, 1558
  - Fondazione Cassa di Risparmio di Firenze, Beatus quid allidet parvulos suos ad petram
  - Galleria dell'Accademia, Madonna col Bambino e santi, firmata e datata 1575; Annunciazione, 1579, Battesimo di Cristo, 1591, Incoronazione di Maria, 1593; Annunciazione, 1603
  - Galleria Palatina, Cosimo I de' Medici armato; Ritratto di Bianca Cappello, ca 1582; Ritratto del cardinale Ferdinando de' Medici, circa 1588; Madonna col Bambino, circa 1592; Predicazione di Giovanni Battista, su rame, firmata, circa 1604;

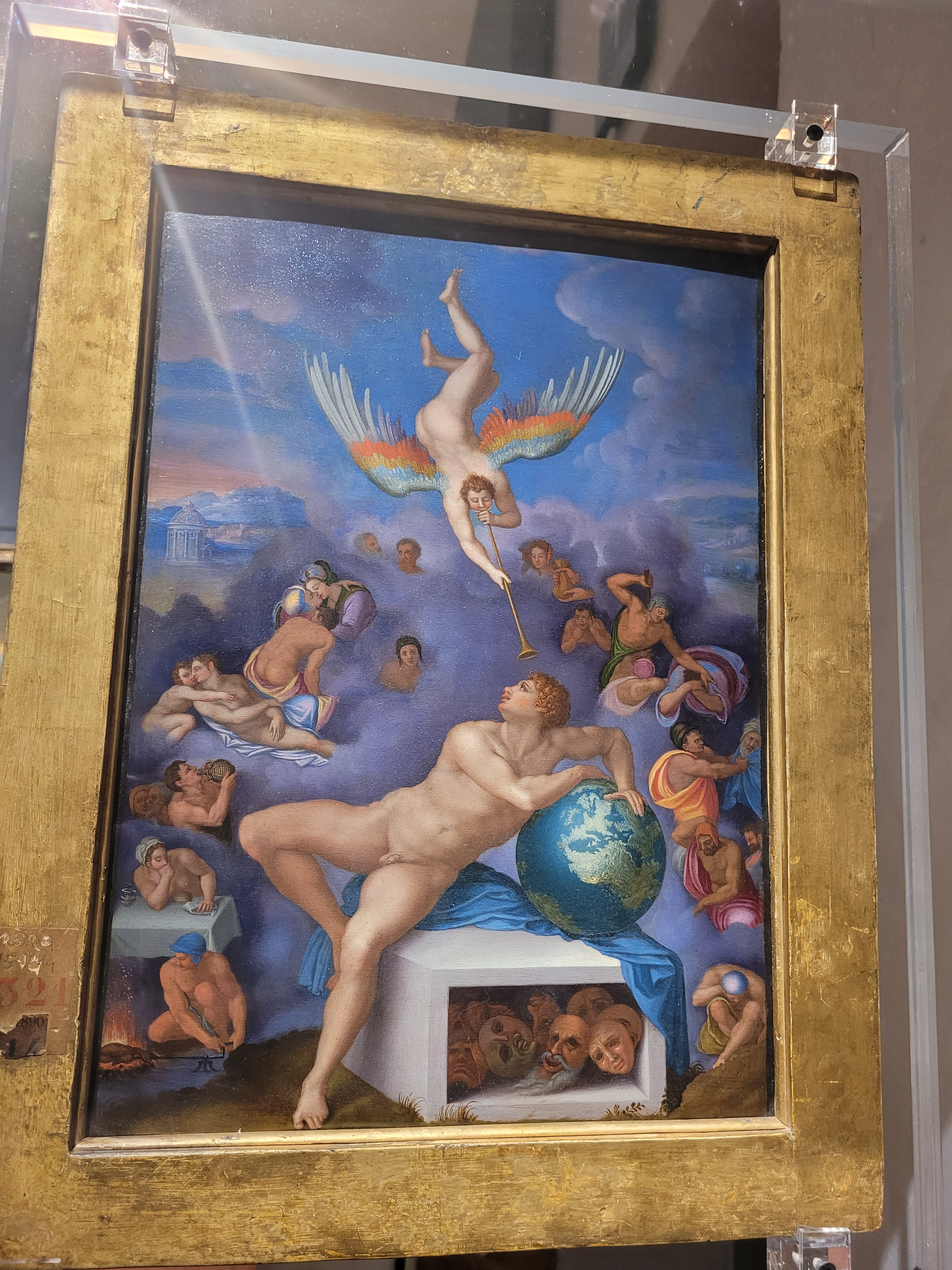
Un'immagine dell'Allegoria della Vita Umana di Alessandro Allori sul retro di un ritratto di Bianca Cappello da lui realizzato. L'opera è una copia a colori di un disegno di Michelangelo

  - Un'immagine dell'Allegoria della Vita Umana di Alessandro Allori sul retro di un ritratto di Bianca Cappello da lui realizzato. L'opera è una copia a colori di un disegno di MichelangeloGalleria degli Uffizi, Autoritratto, circa 1555; Ritratto di Ortensia de' Bardi da Montauto; Ercole e le Muse, firmata, 1568; Venere e Amore, 1570 ca., Grottesche (con allievi, affreschi nelle gallerie);Vocazione di san Pietro, su rame, 1596; Sacrificio di Isacco, 1601; Ritratto di Bianca Cappello e allegoria dela Vita umana, circa 1572; Fanciulla con abito rosso; tre ritratti di Giovane donna; Martirio di san Lorenzo; Ritratto di Piero di Cosimo de' Medici; San Lorenzo davanti al tribuno
  - Depositi della soprintendenza; Immacolata Concezione con san Giuseppe; Daniele nella fossa dei leoni, 1560 ca.; David e Golia, 1560 ca.; Giona e la balena, 1560 ca.; Mosè e il serpente di bronzo, 1560 ca.; Sacrificio di Isacco, 1560 ca.; Decorazione a grettesca, pittura a sgraffito staccata, 1589
  - Casa Buonarroti, Cristo e due angeli (da Michelangelo), 1559
  - Battistero di San Giovanni, Battesimo di Cristo, firmato e datato, 1592
  - Spedale degli Innocenti, Storie della creazione e Profeti, affreschi
  - Museo del Bargello, Spalliera con grottesche, 1575
  - Museo Stibbert, Santa Maria Maddalena, 1602
  - Ospedale di Santa Maria Nuova, Cristo e la Samaritana al pozzo, affresco; Evangelisti, affresco, 1581
  - Palazzo Pitti, loggetta, affreschi, 1588; Giovanna d'Austria (museo degli Argenti)
  - Palazzo Portinari Salviati, Scene mitologiche e greottesche, affreschi, 1574-76; Cristo in casa di Maria e Marta, 1578; Storie della Maddalena, affreschi, 1578-80
  - Palazzo Vecchio, Studiolo di Francesco I, pesca delle perle, 1570; Banchetto di Cleopatra, firmato 1571; Cosimo I de' Medici, su ardesia; Eleonora di Toledo, su ardesia
  - San Giovannino degli Scolopi, Cristo e la Cananea, 1590 ca.
  - San Lorenzo, Cristo flagellato, 1596
  - San Marco, Discesa al Limbo, circa 1580; Storie di sant'Antonino, Virtù, profeti, sibille, affreschi, 1588
  - San Niccolò Oltrarno, Martirio di santa Caterina, 1587; Sacrificio d'Isacco, firmato e datato 1583
  - Sant'Agata, Nozze di Cana, firmato e datato 1600
  - Sant'Egidio, Pietà, 1577-79[3]
  - Santa Croce, Deposizione dalla croce, 1560; Assunzione della Vergine; Incoronazione di Maria, 1588
  - già a Santa Lucia Antichità, Ritratto virile
  - Santa Maria Novella, Cristo e la Samaritana, firmata e datata 1575; Storie di san Girolamo, affreschi, 1577; Trasporto di Cristo al sepolcro, affresco, 1582; Ultima Cena, 1584; Martirio di san Giacomo, firmato e datato 1592; Apparizione della Madonna a san Giacinto, firmata e datata 1596; Caduta della Manna, affresco, 1597
  - Santissima Annunziata, Giudizio Universale (da Michelangelo); Storie bibliche ed evangeliche, affreschi, 1560-64 ca.; Santissima Trinità, affresco, 1571; Sette Santi fondatori sul monte Senario, 1602; Nascita di Maria, firmata e datata 1602
  - Santo Spirito, Diecimila martiri, firmato e datato, 1574[3]; Cristo e l'adultera, firmata e datata, 1577; San Fiacre risana gli infermi, 1596 ca.
  - Villa del Poggio Imperiale, Bianca Cappello; Francesco I de' Medici
- Gand, Museum voor Schone Kunsten, Madonna incoronata dal figlio
- Genova, Musei di Strada Nuova - Palazzo Bianco, Adorazione dei Magi, su rame
- Glasgow, Kelvingrove Art Gallery, San Giovanni nel deserto
- Lisbona, Museu Nacional de Arte Antiga, Riposo durante la fuga in Egitto, 1602
- Londra
  - già Christies, Sacra Famiglia; collezione privata, Giovane con Mercurio; Madonna col Bambino, angeli e santi; Trinity Fine Art, Noli me tangere, 1599
  - Courtauld Institute, Pietà, su rame, 1553 ca.
- Los Angeles, Getty Museum, Venere e Amore; Ratto di Proserpina, 1570
- Lucca
  - Duomo, Presentazione di Maria al Tempio, 1598
  - Palazzo Mansi, Bianca Cappello; Ritratto di Ferdinando I de' Medici bambino
- Madrid, Museo del Prado, Deposizione dalla croce, 1570-75 circa; Sacra famiglia con san Francesco, firmato e datato 1584;
- Messina, Museo regionale, Madonna dell'Itria, firmata e datata 1590;
- Milano, collezione privata UBI banca, Annunciazione, 1591.
- Montepulciano, Pinacoteca, Ritratto virile, 1587
  - Chiesa di Sant'Agostino, Resurrezione di Lazzaro, firmata 1593

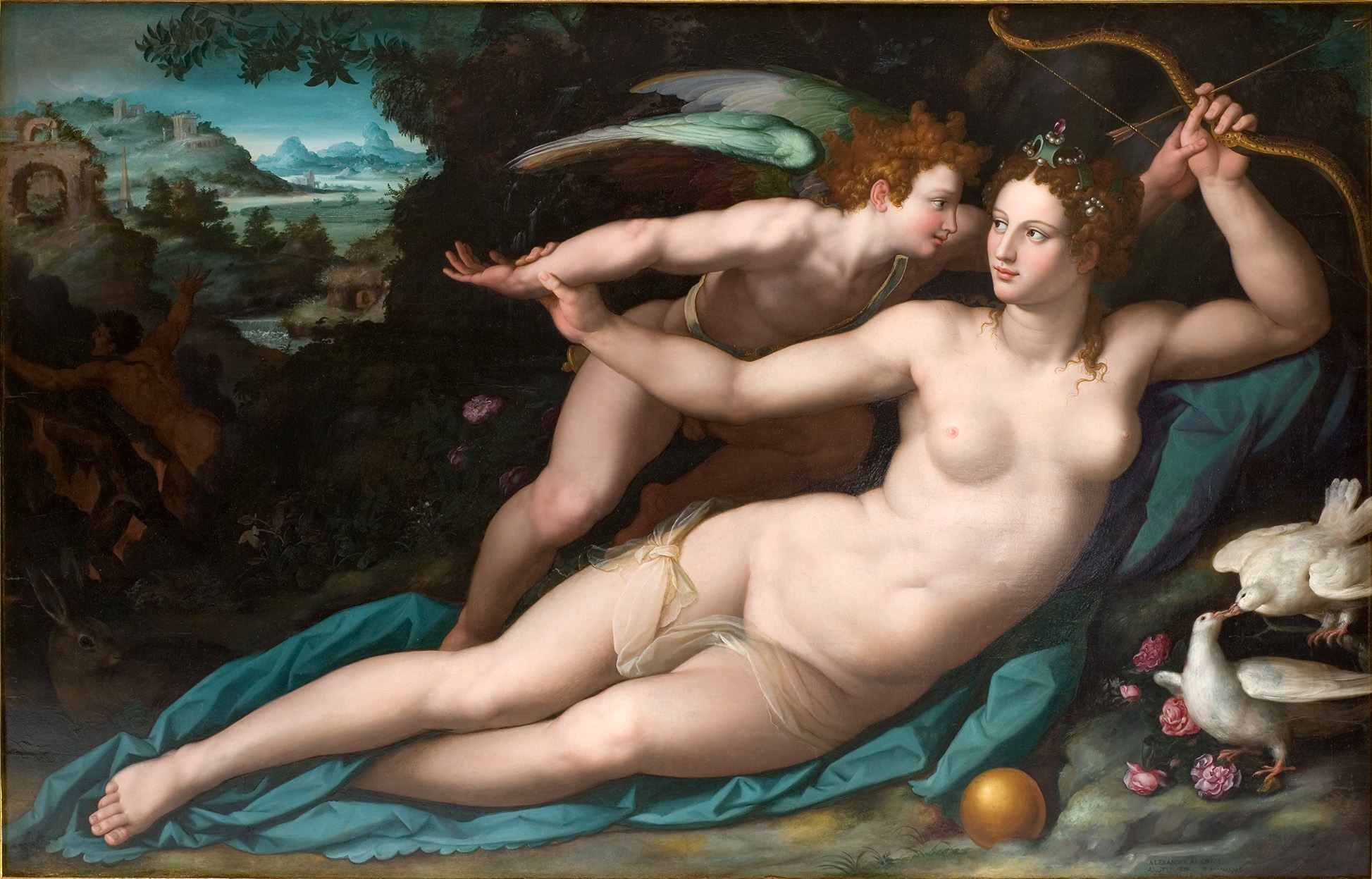
Venere e Cupido, ca 1570, Montpellier, Museo Fabre

- Montpellier, Museo Fabre, Venere e Cupido; San Giovanni Battista, firmato e datato, 1586
- New Haven, Yale University, Ritratto di Bianca Cappello, circa 1582
- Olomouc, Cattedrale, Deposizione dalla croce, 1583
- Palermo, Raccolta di Antonio Lucchesi-Palli della galleria di Palazzo Campofranco, Ritratto, dipinto documentato.[4][5]
- Pisa, chiesa del Carmine, Ascensione, firmata e datata, 1581[3]
- Pistoia, chiesa di San Francesco, Resurrezione di Lazzaro, firmata e datata 1594
- Pozzolatico, parrocchiale, Madonna col Bambino e santi, 1582
- Praga, Museo, Battesimo di Cristo, firmato, circa 1570
- Prato, chiesa della Misericordia, Ascensione di Maria, firmata e datata 1603
- Roma, Accademia di San Luca, I santi Andrea e Bartolomeo, circa 1565
  - Galleria Colonna, La discesa al Limbo, 1578
  - Galleria Corsini, Ritratto di donna, circa 1582
  - Galleria Doria Pamphilj, Salita al Golgota, firmata e datata 1604
- San Paolo del Brasile, Museo d'Arte, Rittrato di Piero di Medici
- San Pietroburgo, Ermitage, Dante e Virgilio in Purgatorio, circa 1575; Ritratto di giovane; Betsabea al bagno; Madonna col Bambino, firmata
- Tubinga, Università, Ritratto di donna, circa 1575
- Venezia, Seminario, Ritratto di Lucrezia Minerbetti, circa 1580
- Vienna, Kunsthistorisches Museum, Ritratto di Maria de' Medici, circa 1595; Cristo nella casa di Marta, firmato e datato 1605